# Un uomo d'affari (film 1924)
Un uomo d'affari (True as Steel) è un film muto del 1924 diretto da  Rupert Hughes.

## Trama
Eva Boutelle è una donna che lavora. Suo marito Harry si assenta da casa e lei inizia una relazione con Frank Parry, un collega, benché anche lui sia sposato.

## Produzione
Il film fu prodotto dalla Goldwyn Pictures Corporation.

## Distribuzione
Distribuito dalla Metro-Goldwyn Pictures Corporation, il film uscì nelle sale cinematografiche statunitensi il 20 aprile 1924. In Italia, distribuito dalla Metro, uscì nel 1925 con il visto di censura 20802 e il titolo Un uomo d'affari.